# Équipe cycliste Idea 2010 ASD
Ne doit pas être confondu avec l'équipe cycliste Idea 2010 (2012), l'équipe de réserve d'Idea qui n'a existé qu'en 2012.
L'équipe cycliste Idea 2010 ASD est une équipe cycliste italienne évoluant comme équipe continentale en 2012 et depuis 2014. En 2012 la formation Idea possédait une équipe réserve sous le nom de Idea 2010 qui ne doit pas être confondue avec celle-ci.

## Histoire de l'équipe
En 2015, l'équipe engage l'Italien Francesco Reda.  Le 27 juin 2015, il se classe deuxième du championnat d'Italie sur route, derrière le vainqueur Vincenzo Nibali et devant Diego Ulissi. Lors du contrôle antidopage à la fin de la course, il est contrôlé positif à l'EPO. Risquant la suspension à vie, il est finalement suspendu 8 ans et perd le bénéfice de sa deuxième place au championnat d'Italie.

## Principales victoires

### Classiques
- Giro del Medio Brenta : Matteo Busato (2012) (équipe réserve)
- Grand Prix Izola : Christian Delle Stelle (2014)
- Trophée Edil C : Francesco Reda (2015)

### Courses par étapes
- Tour de Slovaquie : Davide Viganò (2015)

### Championnats nationaux
- Championnats d'Ouzbékistan sur route : 1
  - Contre-la-montre : 2010 (Ruslan Karimov)

## Classements UCI
UCI Europe Tour
| Saison | Classement par équipes | Meilleur coureur au classement individuel |
| ------ | ---------------------- | ----------------------------------------- |
| 2012   | 25e                    | Andrea Palini (19e)                       |
| 2014   | 67e                    | Mirko Tedeschi (205e)                     |
| 2015   | 36e                    | Davide Viganò (47e)                       |

## Idea 2010 ASD en 2015

### Victoires
| Date       | Course                                  | Pays      | Classe | Vainqueur        |
| ---------- | --------------------------------------- | --------- | ------ | ---------------- |
| 11/04/2015 | Trophée Edil C                          | Italie    | 1.2    | Francesco Reda   |
| 17/05/2015 | 1re étape de l'An Post Rás              | Irlande   | 2.2    | Francesco Reda   |
| 19/05/2015 | 3e étape de l'An Post Rás               | Irlande   | 2.2    | Matteo Malucelli |
| 12/06/2015 | 3e étape du Tour de Slovaquie           | Slovaquie | 2.2    | Davide Viganò    |
| 14/06/2015 | Classement général du Tour de Slovaquie | Slovaquie | 2.2    | Davide Viganò    |
| 01/08/2015 | 3e étape du Tour du Portugal            | Portugal  | 2.1    | Davide Viganò    |
| 09/08/2015 | 10e étape du Tour du Portugal           | Portugal  | 2.1    | Matteo Malucelli |